# Rocca di Cashel
La Rocca di Cashel (in lingua inglese Rock of Cashel), conosciuta anche come Rocca di San Patrizio (St. Patrick's Rock) o Cashel dei Re (Cashel of the Kings), è una suggestiva rocca vicina all'abitato di Cashel, nella Contea di Tipperary, Repubblica d'Irlanda. Si tratta di uno dei siti archeologici più famosi d'Irlanda.
Cashel è la versione anglicizzata del termine gaelico caiseal, che significa fortezza.
Sulla cima della rocca sorge un imponente complesso archeologico circondato da antiche fortificazioni. Le mura inglobano una torre rotonda completa, un'abbazia, oggi priva delle strutture di copertura e le rovine della sede arcivescovile, edificata sopra ad insediamenti più antichi. Incuneata al centro del complesso giace una grande cattedrale gotica, ancora parzialmente coperta dalla volta.
Il paesaggio che si può godere dalla rocca è notevole. Le rovine, relativamente ben conservate, sono circondate da un esteso prato collinare irto di croci celtiche. L'antica abitudine, diffusa ovunque in Irlanda, di ricavare le tombe tra le rovine delle antiche chiese (o addirittura all'interno), in un ordine apparentemente casuale, pare sia durata a Cashel fino a tempi recenti. Il luogo, particolarmente turistico, è apprezzato dai fotografi per la scenograficità della rocca e per la mutabilità del paesaggio circostante durante il cambio delle stagioni.

## Storia

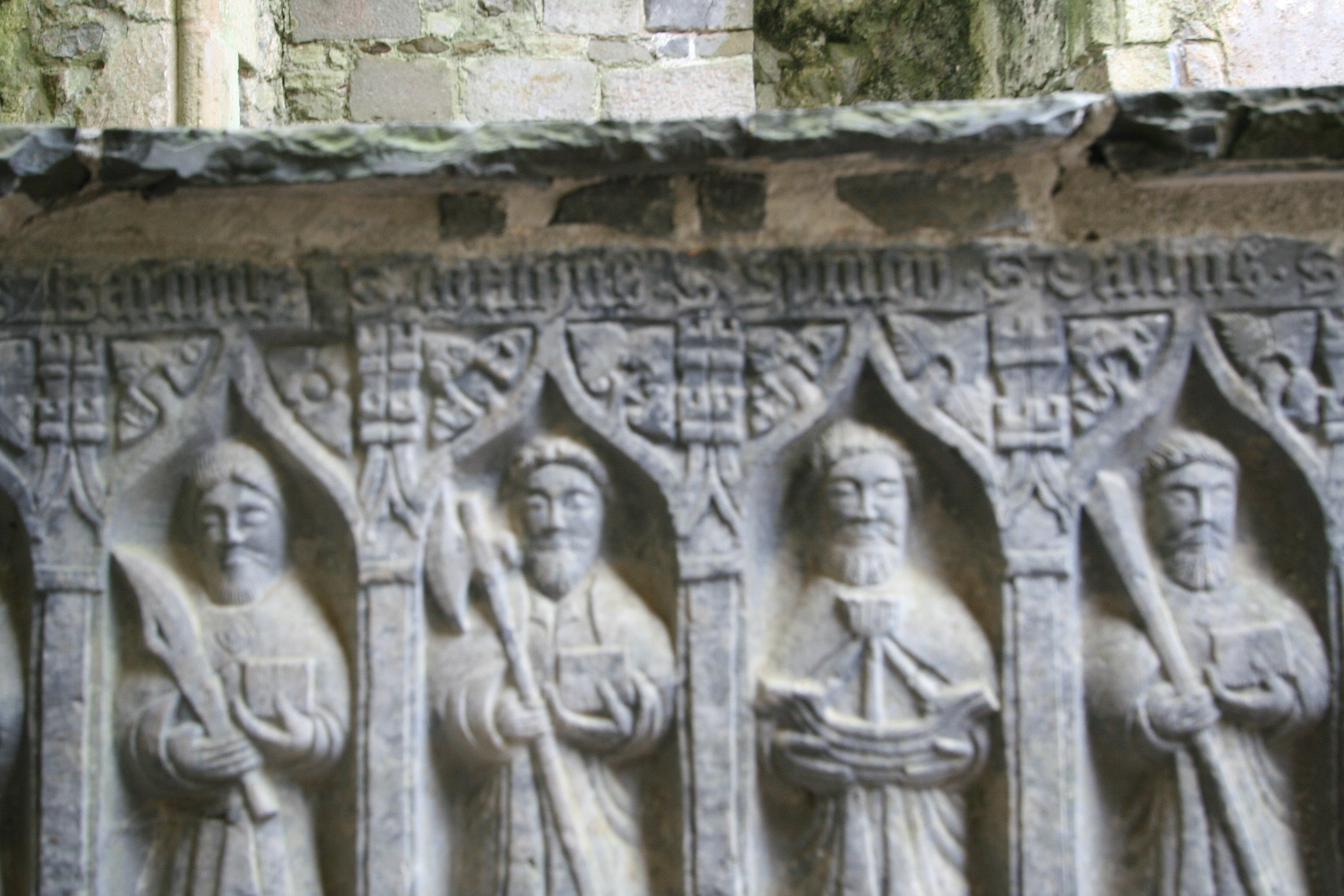
Bassorilievo

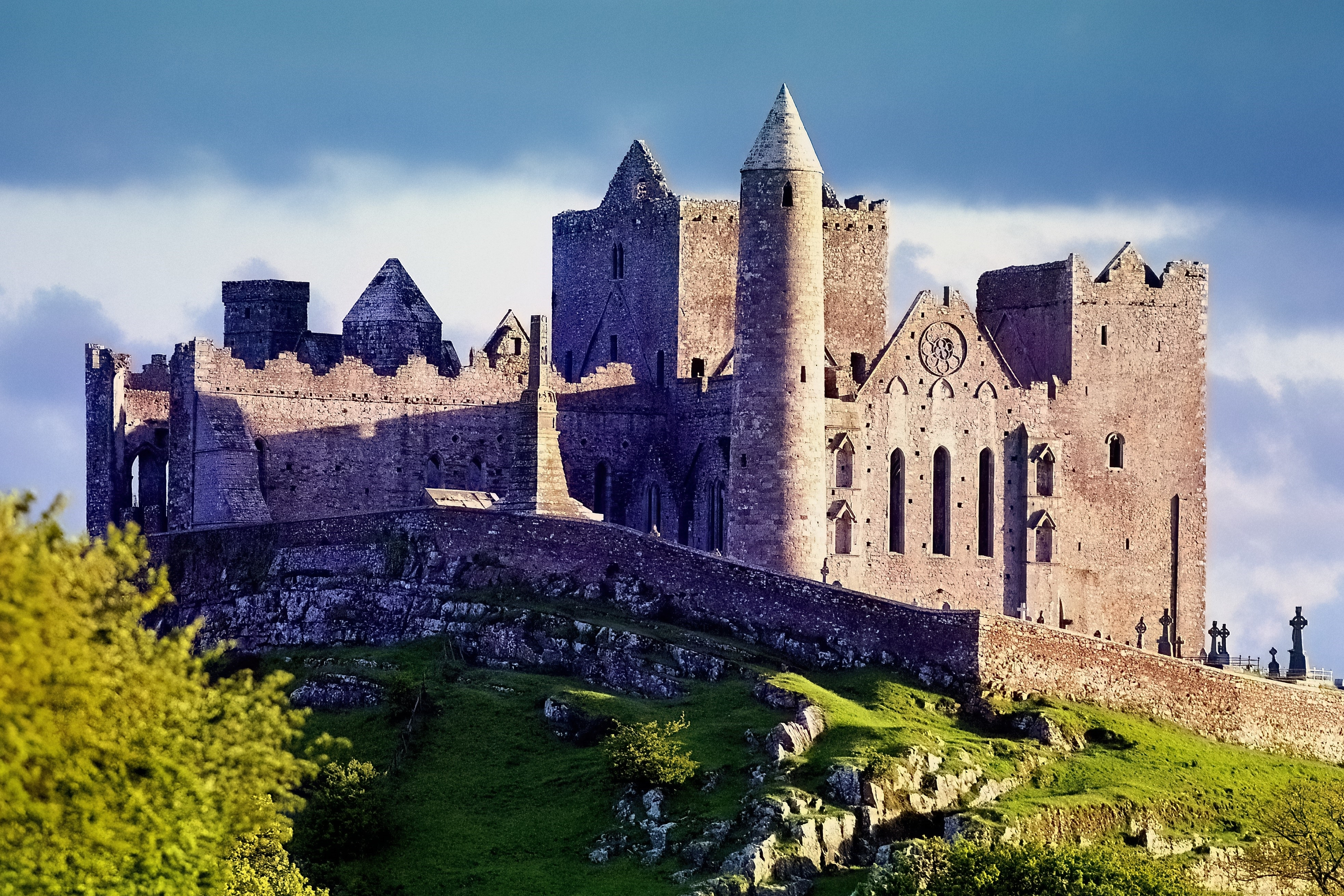
D'estate

Le prime documentazioni storiche risalgono al IV secolo, quando la zona fu scelta come base dai membri del clan Eóganachta, provenienti dal Galles, che conquistarono gran parte del Munster e divennero signori della regione. Per circa quattrocento anni la rocca contese a Tara la posizione di centro di potere in Irlanda.
Il clan fu cristianizzato nel V secolo con l'arrivo di San Patrizio, il quale riuscì a convertire il leader del clan Aengus. La rocca venne così conosciuta come St. Patrick's Rock.
Nel X secolo la rocca fu conquistata dagli O'Brien e nel 1101 il re Muircheartach O'Brien donò la rocca alla Chiesa, con il fine di ingraziarsi le potenti sfere ecclesiastiche locali e per impedire al clan rivale, gli Eoghanachta, di riconquistare la rocca. Sarebbe stato infatti impossibile chiedere alla Chiesa di restituire loro la rocca.
Nel 1647, nel corso delle guerre confederate irlandesi, la rocca cadde in mano all'esercito inglese di Oliver Cromwell, guidato da Murrough O'Brien, I conte di Inchiquin, che la saccheggiò e la devastò. Agli inizi del XVIII secolo la Chiesa protestante la rilevò per 20 anni e questo fu l'ultimo periodo in cui la rocca fu usata ufficialmente come luogo di culto. Il tetto dell'abbazia fu rimosso nel 1749 per ordine dell'allora vescovo di Cashel della Church of Ireland (anglicana), Arthur Price.

## Leggende
La leggenda vuole che la rocca sia stata donata alla chiesa da un re irlandese pagano grazie all'opera di San Patrizio. Durante il battesimo del re, il santo accidentalmente trafisse con il suo pastorale un piede del sovrano, il quale - ritenendo fosse parte del rituale quale prova di coraggio - afferrò il mitico bastone e si perforò il piede.

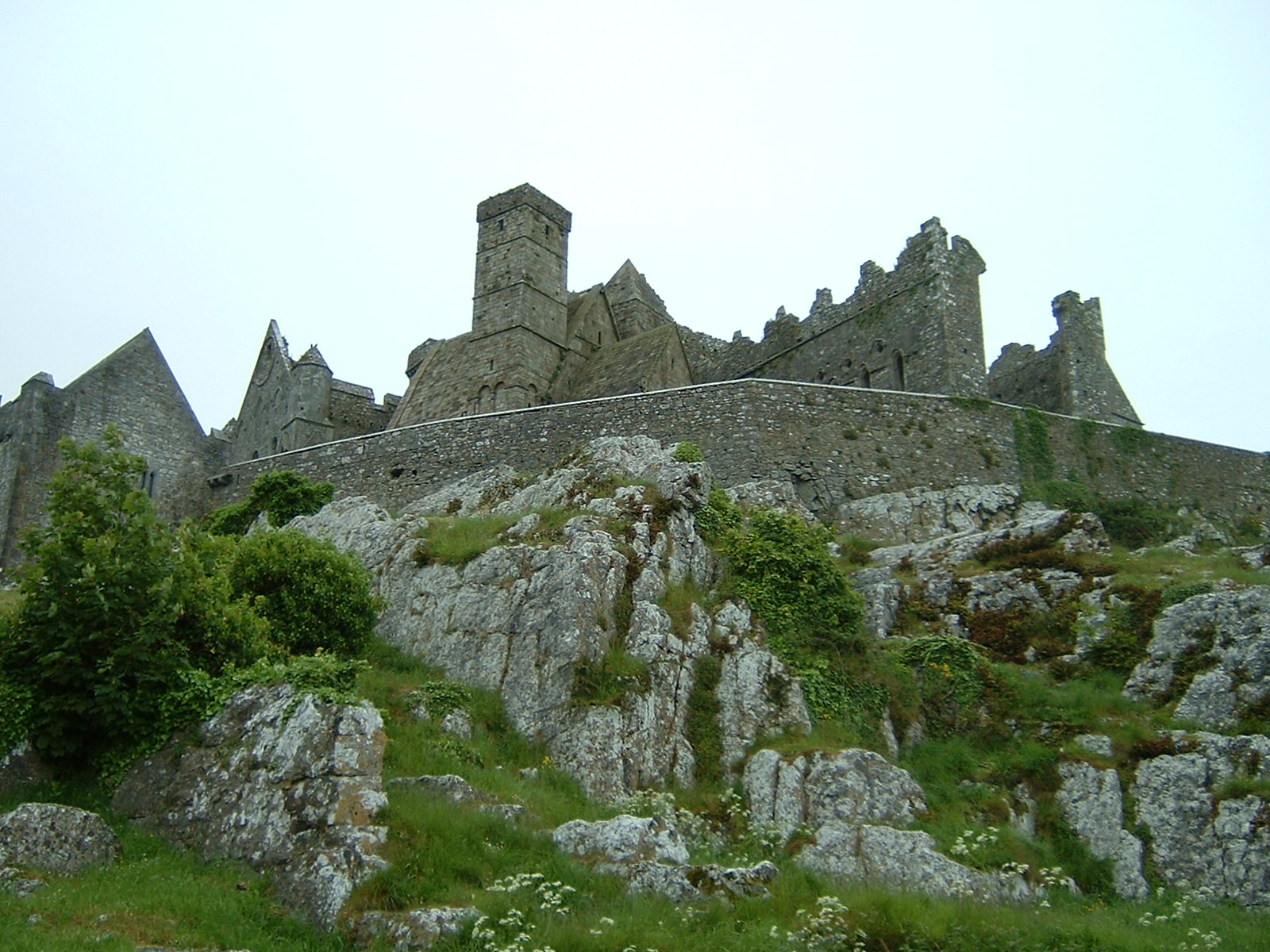
La rocca in primavera ed estate
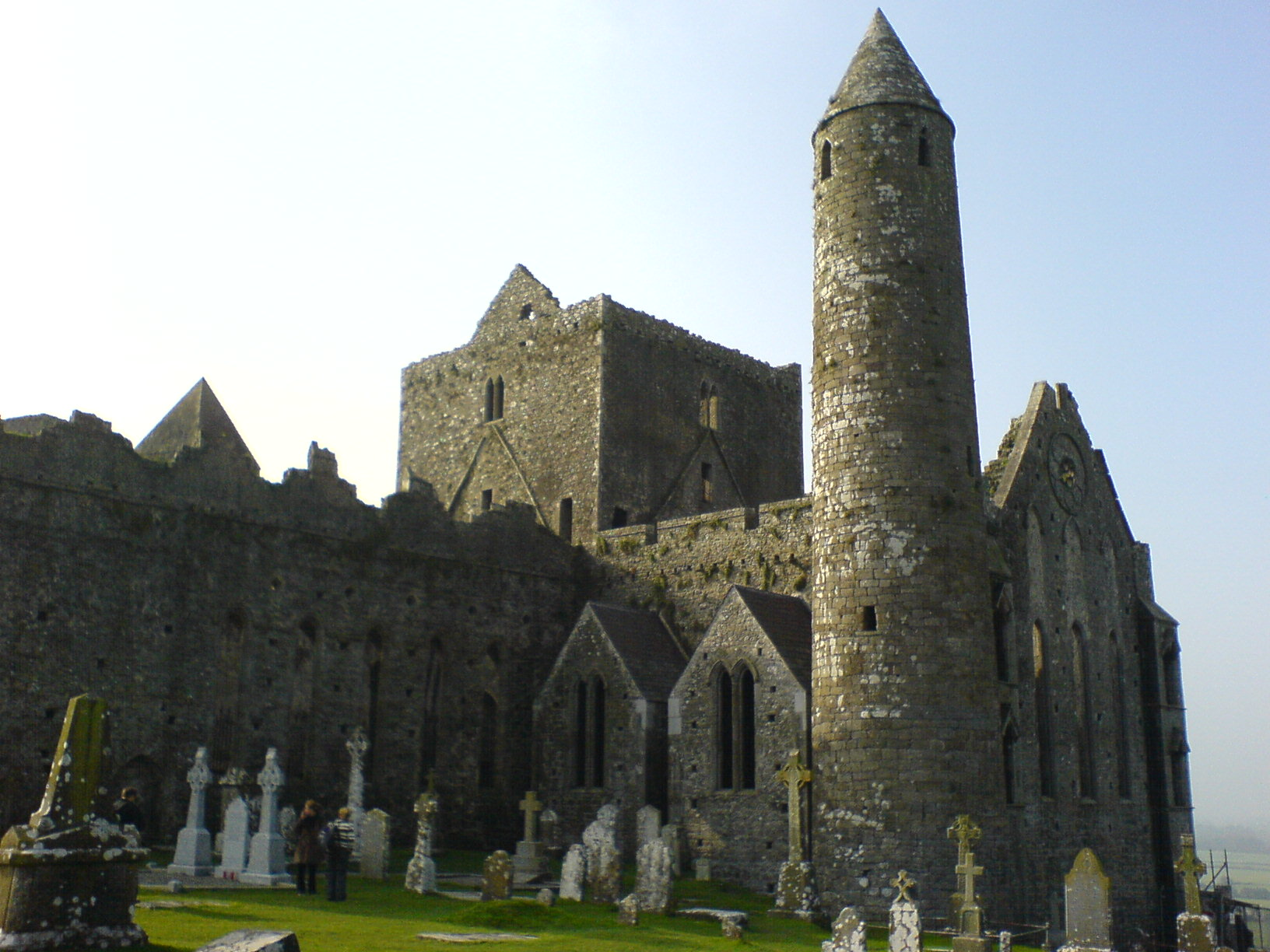
Nel primo autunno
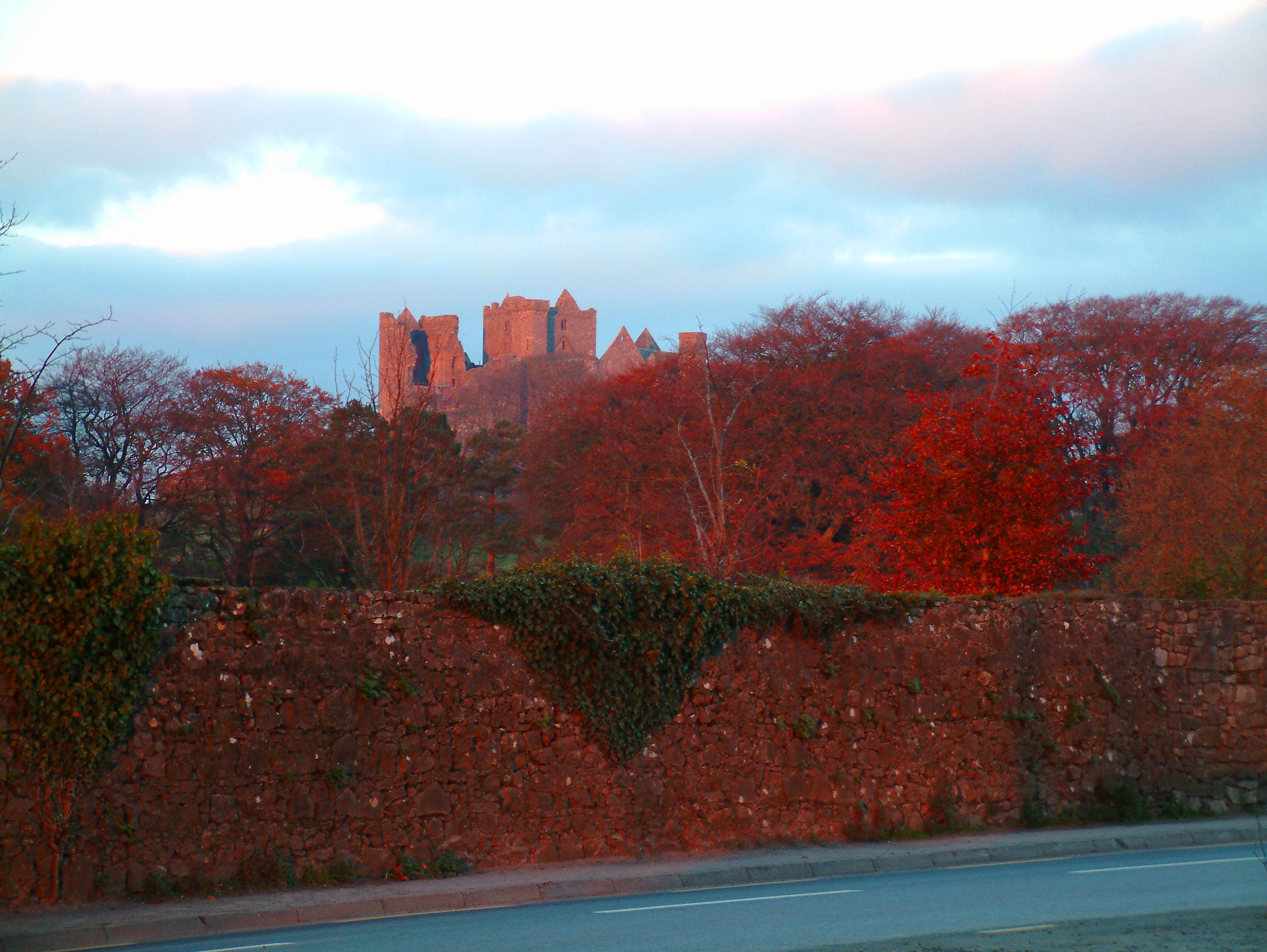
In autunno inoltrato
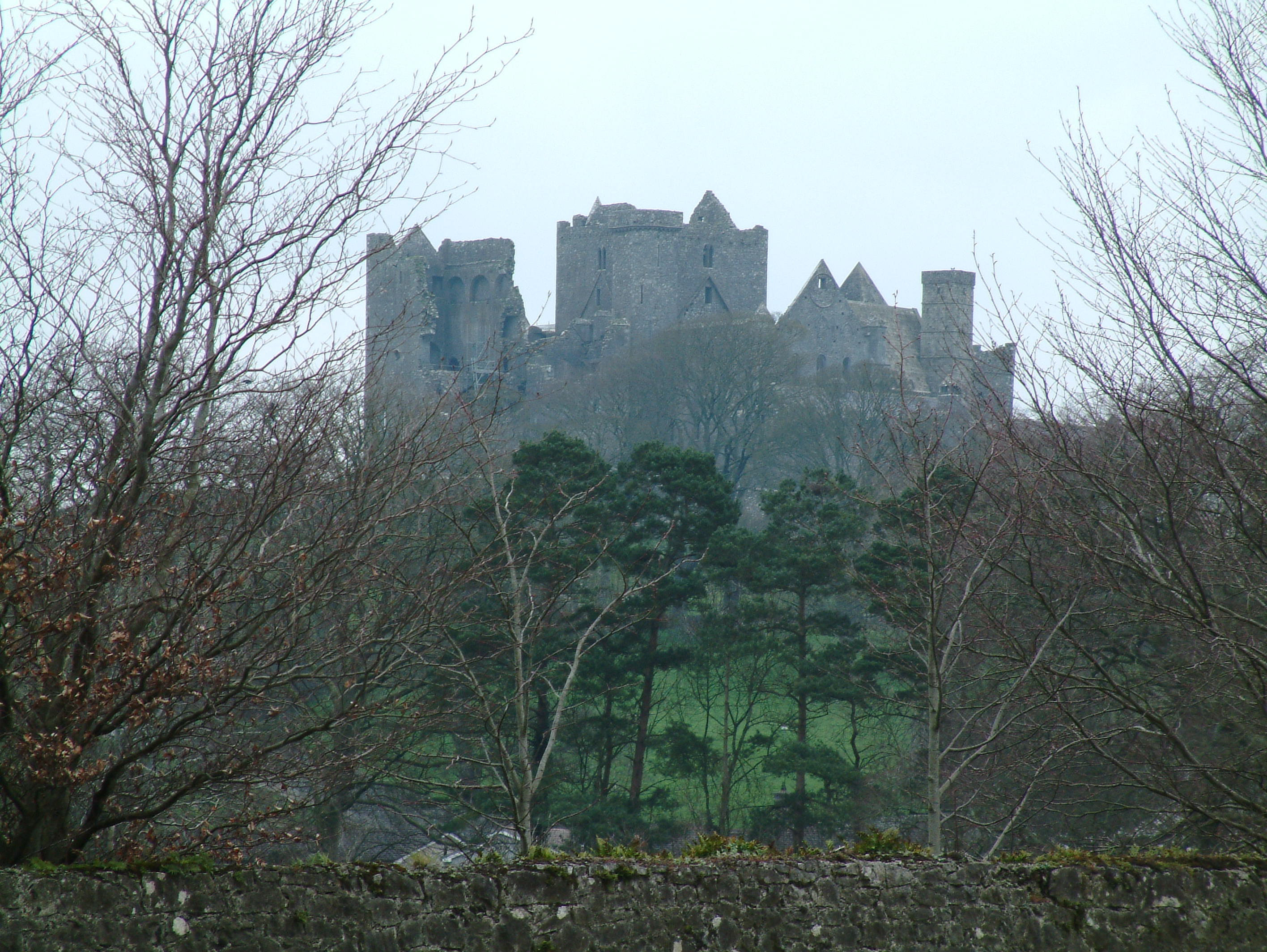
D'inverno

La rocca è utilizzata per rappresentare la Meraviglia del popolo dei Celti in Age of Empires II: The Age of Kings

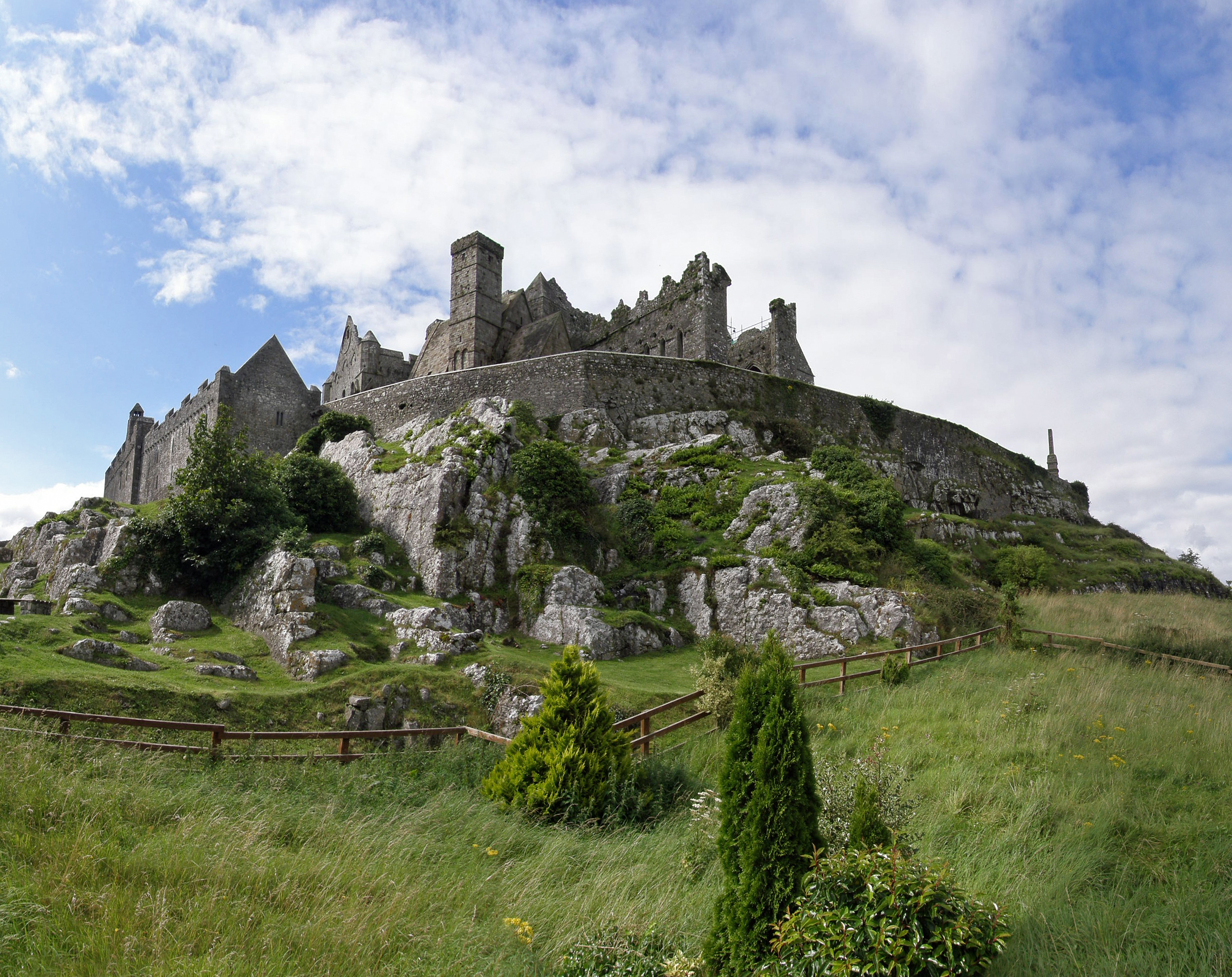
La Rocca vista da sotto
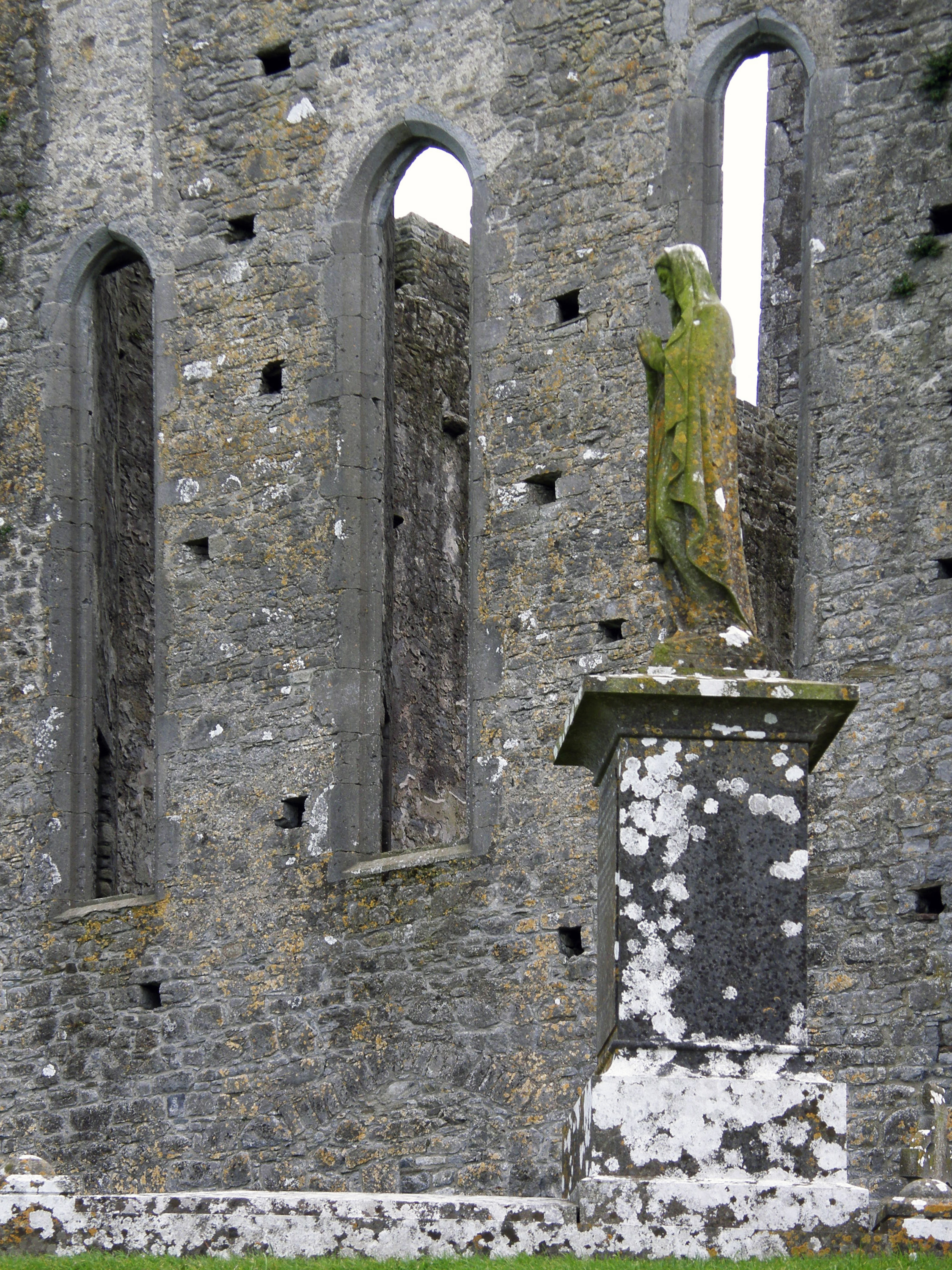
Statua di Maria